# How to Solve It
How to Solve It (Como Resolvê-lo) (1945) é um breve volume publicado pelo matemático George Pólya em que descreve métodos de resolução de problemas.

## Quatro princípios
O How to Solve It sugere as seguintes etapas na resolução de problemas:
1. Primeiro, é necessário compreender o problema.[2]
2. Após a compreensão deste, é necessário elaborar um plano.[3]
3. Execute o plano.[4]
4. Revise o seu trabalho.[5] Como é possível melhorá-lo?

Caso esta técnica falhar, Pólya aconselha:  "Se não consegue resolver um problema, haverá um problema mais fácil o qual poderá resolver: encontre-o." Ou: "Se não consegue resolver o problema proposto, primeiro tente resolver alguns problemas semelhantes. Consegue imaginar algum problema análogo a este mais acessível?"

### Primeiro princípio: Entenda o problema
"Entenda o problema" muitas vezes é ignorado por ser óbvio e sequer é trazido à tona em muitas aulas de matemática. No entanto, os estudantes têm seus esforços em resolvê-los estimados, simplesmente porque não o entendem completamente, ou, sequer, em parte. Com o objetivo de propor uma solução a esta problemática, Pólya ensinou professores como abordar cada estudante com questões apropriadas, ao depender da situação, como:
- O que lhe pedem para encontrar ou demonstrar?[8]
- Consegue reexplicitar o problema com sua próprias palavras?
- Consegue imaginar uma imagem ou diagrama que talvez lhe auxilie na compreensão do problema?
- Há informação o suficiente para lhe fazer chegar à solução?
- Compreende todas as palavras usadas no enunciado do problema?
- É preciso questionar para conseguir respondê-la?

O professor deve selecionar a questão com o nível de dificuldade apropriada para cada estudante para certificar que cada estudante compreenda seu respectivo nível pedagógico, subindo ou descendo a lista testando cada estudante, até que cada um destes consiga responder com algo construtivo.